# Военна история на Русия
Военната история на Русия започва с първите хора, които си построяват селища на нейна територия.
В нея вземат участие русите, които са построили Киев, следват Монголското нашествие, многобройните битки срещу Османската империя, Полша, Швеция, Седемгодишната война, Наполеоновите войни, Кримската война, участието в двете световни войни, както и много други по-дребни военни конфликти.
Военната истроия на Русия може да се раздели на:
- Военна история по времето на русите
- Военна история на Имперска Русия
- Военна история на Съветския съюз
- Военна история на Руската федерация